# Carmala flexata
Carmala flexata là một loài bướm đêm trong họ Geometridae.